# Esma Aydemir
Pour les articles homonymes, voir Aydemir.
Esma Aydemir (née le 1er janvier 1992 à Karakeçili, province de Kırıkkale) est une athlète turque, spécialiste du demi-fond et du fond.
Elle remporte le titre de championne d'Europe et une médaille d'argent lors des Championnats d'Europe juniors d'athlétisme 2011.
Elle court le semi-marathon à Adana en janvier 2016 et participe au marathon de Rotterdam le 10 avril 2016 en 2 h 35 min 22 s.
Elle remporte la Coupe d'Europe du 10 000 mètres 2016 à Mersin.